# Jack Flaherty
Jack Rafe Flaherty (Burbank, California, Estados Unidos) es un jugador profesional estadounidense de béisbol, que se desempeña en la posición de lanzador en Tigers de Detroit, equipo de las Grandes Ligas de Béisbol (MLB).

## Carrera
Fue seleccionado por los St. Louis Cardinals en el draft de la MLB de 2014. El 1 de septiembre de 2017, hizo su debut profesional con el equipo St. Louis Cardinals, donde lleva jugando dos temporadas.

### Grandes ligas

#### St. Louis Cardinals (2017–2023)

##### 2017

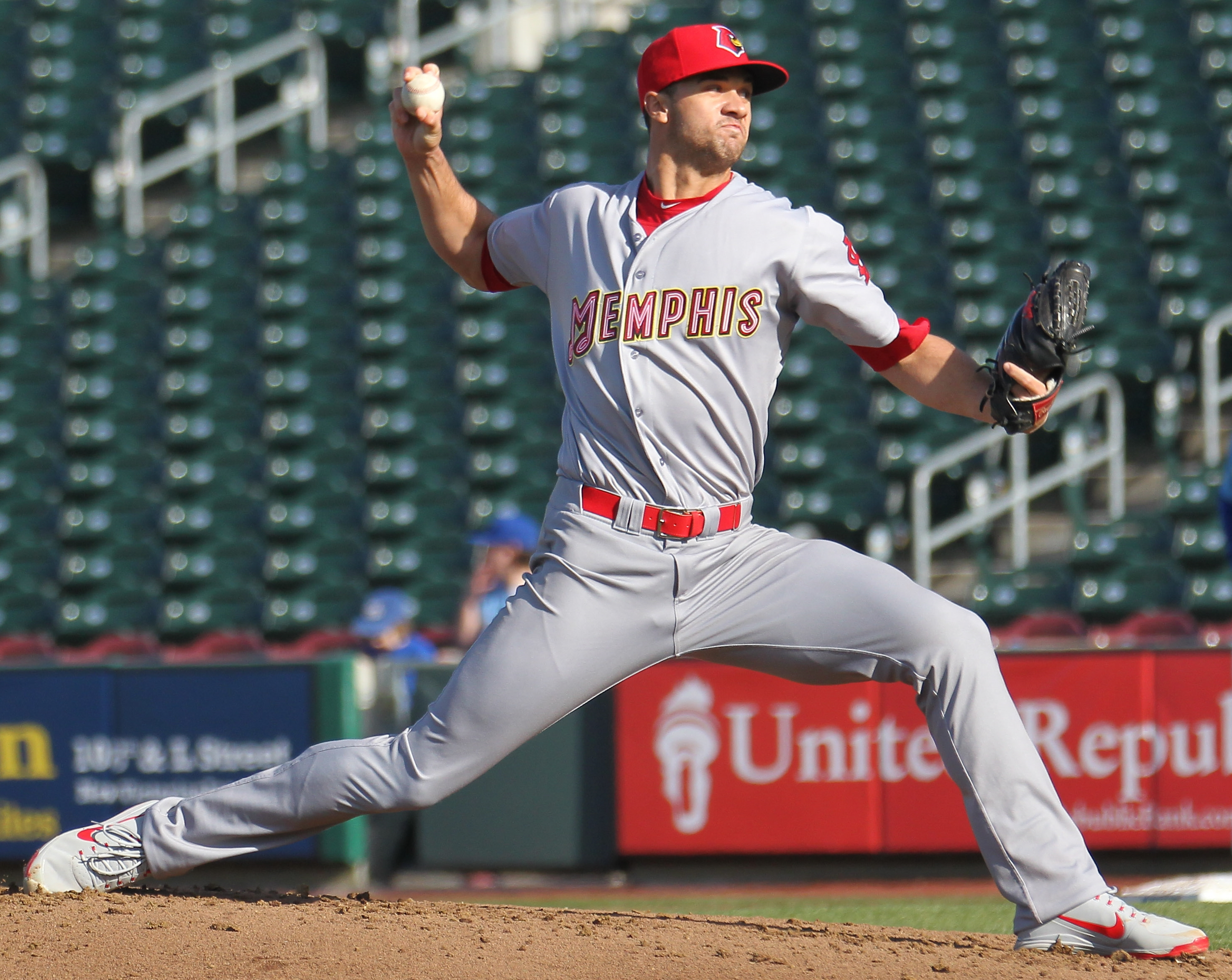
Flaherty con los Memphis Redbirds en 2018.

El 1 de septiembre de 2017, Jack Flaherty fue ascendido a la MLB para hacer su debut en la MLB contra los Gigantes de San Francisco. Lanzó cuatro entradas, permitió cinco carreras y ponchó a seis sin recibir una decisión en una eventual victoria por 11-6.  Ponchó al primer bateador que enfrentó, Denard Span.  Flaherty terminó la temporada con marca de 0-2 y efectividad de 6.33 en 21+1⁄3 entradas lanzadas.  Después de la temporada, los Cardinals nombraron a Flaherty como su Lanzador del Año de las Ligas Menores de 2017. 

##### 2018
El 25 de marzo de 2018, los Cardinals anunciaron que Flaherty había hecho la lista del Día de Apertura en lugar del lesionado Adam Wainwright. Fue optado por regresar a Memphis el 4 de abril una vez que Wainwright fue activado.
Flaherty obtuvo su primera victoria en la MLB el 20 de mayo de 2018. Lanzando 120 lanzamientos, cedió una carrera ganada, ponchó a 13, dio por bolas y cedió solo dos hits en una victoria por 5-1 sobre los Phillies en el Estadio Busch. Terminó su año de novato de 2018 con un récord de 8-9 y una efectividad de 3,34 en 28 aperturas, ponchando a 182 bateadores en 151 entradas lanzadas.

##### 2019
Flaherty entró en la segunda mitad de la temporada con una efectividad de 4,64 pero después del descanso del All-Star, rindió una efectividad de 0,91, la tercera más baja en la historia de las Grandes Ligas, detrás solo Bob Gibson y Jake Arrieta. Flaherty fue nombrado el Premio al Lanzador del Mes de las Grandes Liga de Béisbol del Mes para agosto después de ir 5-1 con una efectividad de 0,71, convirtiéndose en el tercer lanzador más joven en la historia del béisbol en ponchar al menos 230 y caminar 55 o menos con una efectividad de 2,75 o menos. También fue nombrado segundo equipo de All-MLB ese año 

##### 2020
Flaherty hizo su primera apertura en el Día Inaugural para abrir la temporada 2020 acortada por la pandemia. Comenzó nueve juegos en los que tuvo marca de 4-3 con una efectividad de 4.91 y 49 ponches en 40 1⁄3 entradas.

##### 2021
Antes de la temporada 2021, Flaherty ganó su caso de arbitraje salarial contra los Cardinals, y ganó 3,9 millones de dólares en lugar del salario presentado por los Cardinals de 3 millones de dólares. Hizo su segundo inicio consecutivo en el Día de AperturaEl 31 de mayo, fue colocado en la lista de lesionados por primera vez en su carrera después de sufrir una tensión oblicua mientras bateaba. Regresó al club el 13 de agosto, pero fue colocado en la lista de lesionados una vez más el 25 de agosto con una distensión en el hombro derecho.
Para la temporada 2021, Flaherty apareció en 17 juegos (haciendo 15 aperturas), yendo 9-2 con una efectividad de 3,22, 85 ponches y 26 bases por bolas en 78 1⁄3 entradas.

##### 2022
El 22 de marzo, Flaherty firmó un contrato de un año y 5 millones de dólares con los Cardinals para evitar el arbitraje salarial. Entró en la temporada lidiando con una lesión en el hombro derecho que lo dejó de lado durante la primavera y el entrenamiento y el comienzo de la temporada.

##### 2023

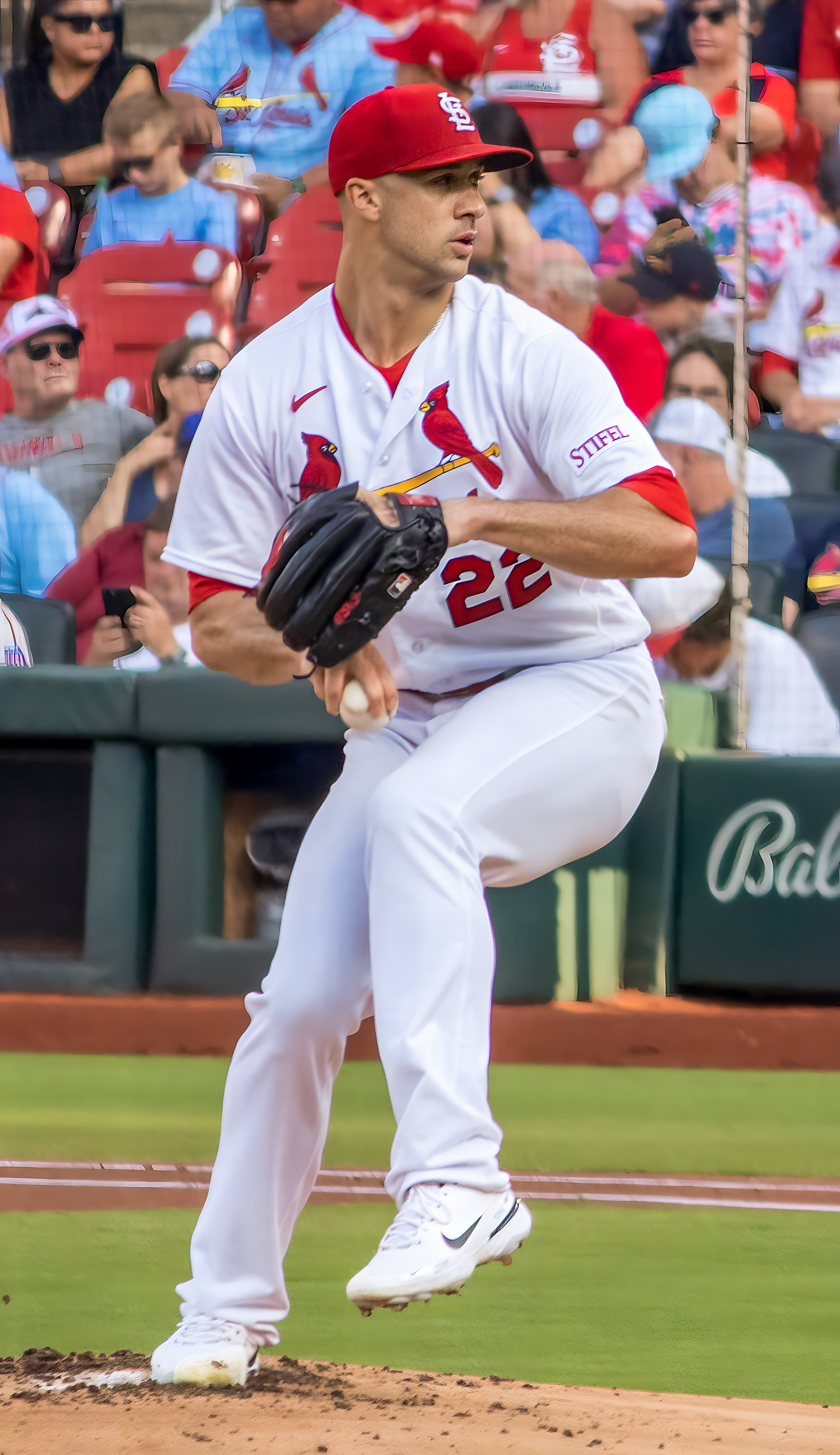
Lanzamiento de Flaherty en 2023

El 13 de enero de 2023, Flaherty acordó un contrato de un año y 5,4 millones de dólares, evitando de nuevo el arbitraje salarial. Hizo 20 aperturas para los Cardinals, con una efectividad de 4,43 y 106 ponches.

#### Baltimore Orioles (2023)
El 1 de agosto de 2023, Flaherty fue traspasado a la temporada de la Baltimore Orioles de 2023 a cambio de prospectos César Prieto, Drew Rom y Zack Showalter. Dos días después, permitió una carrera en seis entradas para ganar la victoria en su debut con los Orioles contra la temporada de la Toronto Blue Jays de 2023. Fue 1-3 con una efectividad de 6,75 en nueve apariciones (siete aperturas) para los Orioles en la temporada regular y permitió una carrera en dos hits en dos entradas de relevo en la Serie de la División de la Liga Americana 2023.

#### Detroit Tigers (2024)
El 20 de diciembre de 2023, Flaherty firmó un contrato de un año y 14 millones de dólares con los Detroit Tigers. En 18 aperturas, fue 7-5 con una efectividad de 2,95 y 133 ponches.

#### Los Angeles Dodgers (2024)
El 30 de julio de 2024, los Tigers cambiaron a Flaherty a Los Angeles Dodgers a cambio de prospectos de ligas menores Thayron Liranzo y Trey Sweeney. Hizo 10 aperturas para los Dodgers, con un récord de 6-2, 3,58 efectividad y 61 ponches.
Flaherty lanzó el Juego 2 de la Serie de la División de la Liga Nacional 2024 contra los San Diego Padres y tomó la derrota, mientras permitía cuatro carreras en 5 1⁄3 entradas. Permitió un jonrón en solitario a Fernando Tatís Jr. en la primera y un jonrón de dos carreras a David Peralta en la cuarta entrada. En su segunda postemporada, en el partido inaugural de la Serie de Campeonatos de la Liga Nacional 2024 contra los New York Mets, lanzó siete entradas sin anotar en la victoria de los Dodgers.Una caminata para abrir el juego que condujo a un jonrón de tres carreras de Pete Alonso. En tres entradas, permitió ocho carreras en ocho hits y cuatro bases por bolas. A pesar del mal comienzo, fue elegido para comenzar el partido inaugural de la Serie Mundial de 2024 contra los New York Yankees. En general, permitió solo las dos carreras en cinco hits con seis ponches en 5 1⁄3 entradas. Se desempeñó mal en su segunda salida de la Serie Mundial, en el Juego 5, permitiendo cuatro carreras en dos jonrones en solo 1 1⁄3 entradas lanzadas. A pesar de su actuación, los Dodgers regresaron para ganar el juego y la serie.